# 崔克勤
崔克勤（1956年12月—），廣東省廣州市人（一說電白人），中国国家一级演员，廣東木偶戲廣東省級代表性傳承人。中国木偶皮影艺术学会常务理事，中国戏剧家协会会员，广东省木偶皮影艺术学会副会长，广州市戏剧家协会副主席。